# Myron karnsi
Espèce
Myron karnsi est une espèce de serpents de la famille des Homalopsidae.

## Répartition
Cette espèce est endémique des îles Aru dans les Moluques en Indonésie.

## Description
L'holotype de Myron karnsi, une femelle, mesure 397 mm dont 64 mm pour la queue.

## Étymologie
Cette espèce est nommée en l'honneur de Daryl Ralph Karns.

## Publication originale
- Murphy, 2011 : The Nomenclature and Systematics of Some Australasian Homalopsid Snakes (Squamata: Serpentes: Homalopsidae. Raffles Bulletin of Zoology, vol. 59, n. 2, p. 229-236 (« texte intégral »(Archive.org • Wikiwix • Archive.is • Google • Que faire ?)).